# Saleen
La Saleen è una casa automobilistica statunitense con sede a Irvine che produce modelli sportivi.

## Storia

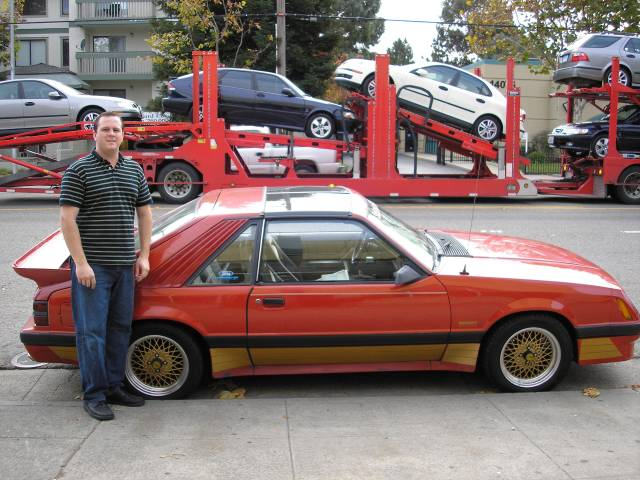
Saleen derivata dalla Ford Mustang

Nata nel 1983 come Saleen Autosport, fondata da Steve Saleen, un pilota di vetture di Formula Atlantic, è a tutti gli effetti una casa automobilistica e, a differenza di altre aziende con la qualifica di "assemblatori", è soggetta alle legislazioni relative. Al momento attuale risulta l'unica piccola azienda di questo tipo sul territorio statunitense.
La sua produzione iniziale è stata in ogni caso improntata alla rivisitazione di modelli già presenti sul mercato, quali la Ford Mustang, di cui ha prodotto oltre ottomila esemplari; altrettanto è stato fatto anche per altri modelli mentre la prima autovettura di progettazione interamente propria e ancora presente sul mercato delle supercar è la S7 presentata nel 2000 e prodotta fino al 2006.
L'azienda possiede anche un impianto produttivo a Troy dove ha collaborato all'assemblaggio e alla verniciatura delle Ford GT. Al momento attuale in catalogo vi sono diversi modelli in versione coupé con alcune disgressioni nel mondo dei pick-up.
Di particolare importanza è sempre stata anche l'attività nel mondo delle competizioni con partecipazioni nelle gare destinate alle vetture GT e in quelle di durata come la 24 Ore di Le Mans, in particolar modo con le versioni preparate della Saleen S7.
Dopo aver cambiato la sua ragione sociale in Saleen Incorporated alla fine degli anni novanta, nel 2007 il fondatore ha abbandonato l'azienda.